# Disc unitate

Un disc unitate euclidian deschis

În matematică discul unitate deschis (sau disc) cu centrul în P (unde P este un punct din plan) este mulțimea punctelor a căror distanță față de P este mai mică decât 1:
{\displaystyle D_{1}(P)=\{Q:\vert P-Q\vert <1\}.\,}
Discul unitate închis cu centrul în P este mulțimea punctelor a căror distanță față de P este mai mică sau egală cu 1:
{\displaystyle {\bar {D}}_{1}(P)=\{Q:|P-Q|\leq 1\}.\,}
Discurile unitate sunt cazuri speciale de discuri și bile unitate; ca atare, ele conțin interiorul cercului unitate și, în cazul discului unitate închis, cercul unitate în sine.
Fără alte specificații, termenul disc unitate este utilizat pentru discul unitate deschis cu centrul în origine, {\displaystyle D_{1}(0)}, respectând metrică euclidiană standard. Este interiorul unui cerc cu raza 1, cu centrul în origine. Această mulțime poate fi identificată cu mulțimea tuturor numerelor complexe  cu modulul mai mic de 1. Când este privit ca un subdomeniu al planului complex (C), discul unitate este adesea notat {\displaystyle \mathbb {D} }.

## Discul unitate deschis, planul și semiplanul superior
Funcția
{\displaystyle f(z)={\frac {z}{1-|z|^{2}}}}
este un exemplu de funcție reală analitică și bijectivă de la discul unității deschise la plan; funcția sa inversă este și ea analitică. Considerat ca fiind o varietate analitică bidimensională, discul unitate deschis este deci izomorf cu întregul plan. În particular, discul unitate deschis este homeomorf cu întregul plan.
Totuși, nu există o transformare conformă bijectivă între discul unitate deschis și plan. Prin urmare, deși este considerat ca fiind o suprafață Riemann⁠(d), discul unitate deschis este diferit de planul complex.
Există transformări bijective conforme între discul unitate deschis și semiplanul superior deschis. Deci, considerat ca o suprafață Riemann, discul unitate deschis este izomorf („biholomorfic” sau „conform echivalent”) cu semiplanul superior, iar cele două noțiuni sunt adesea utilizate în mod interschimbabil.
Mult mai general, teorema de reprezentare conformă Riemann⁠(d) afirmă că orice mulțime deschisă simplu conexă din planul complex, care este diferită de planul complex în sine, admite o transformare conformă bijectivă pe discul unitate deschis.
O transformare conformă bijectivă de la discul unității deschise la semiplanul superior deschis este transformarea Möbius.
{\displaystyle g(z)=i{\frac {1+z}{1-z}}}
care este inversa transformării Cayley.
Geometric, se poate imagina axa reală îndoită și micșorată astfel încât semiplanul superior să devină interiorul discului și axa reală să formeze circumferința discului, cu excepția unui punct în partea de sus, „punctul de la infinit”. O transformare conformă bijectivă de la discul unitate deschis la semiplanul superior deschis poate fi, de asemenea, construită ca o compunere a două proiecții stereografice: mai întâi discul unitate este proiectat stereografic în sus pe emisfera superioară a unității, luând „polul sud” al sferei unitate ca centru de proiecție, iar apoi această jumătate de sferă este proiectată lateral pe un semiplan vertical care atinge sfera, luând ca centru de proiecție punctul de pe emisferă opus punctului de atingere.
Discul unitate și semiplanul superior nu sunt interschimbabile ca domenii pentru spațiile Hardy⁠(d). La această diferență contribuie faptul că cercul unitate are măsura Lebesgue finită (unidimensională), în timp ce dreapta reală nu.

## Planul hiperbolic
Discul unitate deschis formează mulțimea puncte din modelul discului Poincaré al planului hiperbolic. Arcele de cerc perpendiculare pe cercul unitate formează „dreptele” din acest model. Cercul unitate determină o metrică pe disc utilizând raportul anarmonic în stilul metricii Cayley–Klein⁠(d). În limbajul geometriei diferențiale, arcele de cerc perpendiculare pe cercul unitate sunt geodezice care arată cea mai mică distanță între punctele din model. Modelul include mișcările care sunt exprimate de grupul unitar special SU(1,1). Modelul discului poate fi transformat în modelul semiplanului Poincaré⁠(d) prin transformarea g de mai sus.
Atât discul Poincaré, cât și semiplanul Poincaré sunt modele conforme ale planului hiperbolic, ceea ce înseamnă că unghiurile dintre curbele care se intersectează sunt conservate prin mișcările grupurilor lor de izometrie.
Există și alt model de spațiu hiperbolic construit pe discul unitate deschis: modelul Beltrami–Klein⁠(d). Nu este conform, dar are proprietatea că geodezicele sunt drepte.

## Discuri unitate din alte metrici

De sus în jos: disc unitate deschis în metrica euclidiană, în metrica Manhattan și în metrica Cebîșev

Se consideră discurile unitate față de alte metrici. De exemplu, în metrica Manhattan și metrica Cebîșev discurile arată ca niște pătrate (chiar dacă topologiile subiacente sunt identice cu cel euclidian).
Aria discului unitate euclidian este π iar perimetrul acestuia este 2π. Prin contrast, perimetrul discului unitate din metrica Manhattan este 8. În 1932, Stanisław Gołąb a demonstrat că în metricele care decurg dintr-o  normă, perimetrul discului unitate poate lua orice valoare între 6 și 8 și că aceste valori extreme sunt obținute dacă și numai dacă discul unitate este un hexagon regulat, respectiv un paralelogram.